# Canyon Cop
Canyon Cop ist ein US-amerikanischer Thriller von Errol Morris aus dem Jahr 1991. 

## Handlung
Der junge Polizist Jim Chee wird in ein Reservat versetzt, das von Navajo- und Hopi-Indianern bewohnt wird. Dort bekommt er es gleich mit mehreren mysteriösen Fällen zu tun. Die verstümmelte Leiche eines Mannes wird in der Wüste gefunden, eine Handelsstation wird ausgeraubt, ein Flugzeug mit zwei Drogenbossen an Bord stürzt ab. Chee, selbst Navajo, ermittelt die Zusammenhänge und muss sich dabei mit Vorurteilen und verschiedenen Interessen seiner Cop-Kollegen, des FBI, der zerstrittenen Indianerstämme und deren Aberglauben auseinandersetzen. Es gelingt ihm jedoch, die Hintergründe der Verbrechen aufzudecken.

## Kritiken
„Die ruhige Kameraführung und die in Originalsprache geführten indianischen Dialoge greifen die indianische Sichtweise auf, während die Story dem klassischen Polizeifilm verpflichtet bleibt.“

## Hintergrund
- Canyon Cop ist die werkgetreue Verfilmung des Romans The Dark Wind von Tony Hillerman.
- Der Dokumentarfilmer Errol Morris gab sein Spielfilmdebüt. Produziert wurde Canyon Cop von Robert Redford.
- Deutschlandpremiere des Films war am 20. Juni 1994.